# Mary Reilly (film)
Pour les articles homonymes, voir Mary Reilly.
Pour plus de détails, voir Fiche technique et Distribution.
Mary Reilly est un film américain réalisé par Stephen Frears et sorti en 1996.

## Synopsis
Londres, XIXe siècle : Mary Reilly est une jeune femme traumatisée par son père qui la battait lorsqu'elle était petite. Cependant posée et discrète, elle devient la nouvelle domestique du Dr Jekyll. Une complicité naît progressivement entre eux, bien que la distance demeure. Cette relation est bouleversée par l'arrivée dans la maisonnée du nouvel assistant du docteur, M. Hyde…
Librement inspiré de la nouvelle de Robert Louis Stevenson, Mary Reilly est une création originale, offrant une nouvelle lecture de l'œuvre, en présentant un nouveau personnage, Mary, et en diversifiant la personnalité du Dr Jekyll.

## Fiche technique
- Titre : Mary Reilly
- Réalisation : Stephen Frears
- Scénario : Christopher Hampton, d'après le roman éponyme de Valerie Martin, et les personnages de L'Étrange Cas du docteur Jekyll et de M. Hyde de Robert Louis Stevenson
- Photographie : Philippe Rousselot
- Montage : Lesley Walker
- Musique originale : George Fenton
- Décors : Stuart Craig
- Costumes : Consolata Boyle
- Producteurs : Norma Heyman, Nancy Graham Tanen et Ned Tanen
- Société de production : TriStar Pictures
- Pays d'origine :  États-Unis
- Langue : anglais
- Budget : 47 000 000 $
- Tournage : du 2 juin 1994 au 10 septembre 1994
- Format : Couleurs (Technicolor)
- Genre : Film dramatique,Film d'horreur, Thriller
- Durée : 108 minutes
- Dates de sortie :
  - États-Unis : 23 février 1996
  - France : 17 avril 1996
  - Royaume-Uni : 26 avril 1996
- Classification : Interdit aux moins de 12 ans

## Distribution
Légende : VF = Version Française[réf. nécessaire] et VQ = Version Québécoise
- Julia Roberts (VF : Céline Monsarrat et VQ : Claudie Verdant) : Mary Reilly
- John Malkovich (VF : Gérard Rinaldi et VQ : Luis de Cespedes) : Dr. Jekyll / M. Edward Hyde
- George Cole (VQ : Ronald France) : M. Poole, le majordome
- Michael Sheen (VF : Pierre Tessier et VQ : François Godin) : Bradshaw
- Bronagh Gallagher (VF : Marie-Laure Dougnac et VQ : Pascale Montpetit) : Annie
- Kathy Staff (en) (VF : Jane Val et VQ : Arlette Sanders) : Mme Kent
- Glenn Close (VF : Évelyn Séléna et VQ : Anne Caron) : Mme Farraday
- Ciarán Hinds (VF : Michel Favory) : Sir Danvers Carew
- Michael Gambon (VF : Jean-Claude Sachot ; VQ : Yves Massicotte) : le père de Mary
- Linda Bassett : la mère de Mary
- Henry Goodman (VF : Gabriel Le Doze) : Haffinger

## Production
Le film est marqué par le retournage de plusieurs scènes après des projections décevantes.

## Autour du film
Le roman de Valerie Martin est lui-même une ré-interprétation de L'Étrange Cas du docteur Jekyll et de M. Hyde de Robert Louis Stevenson (1886).